# Taufbecken (Arces)

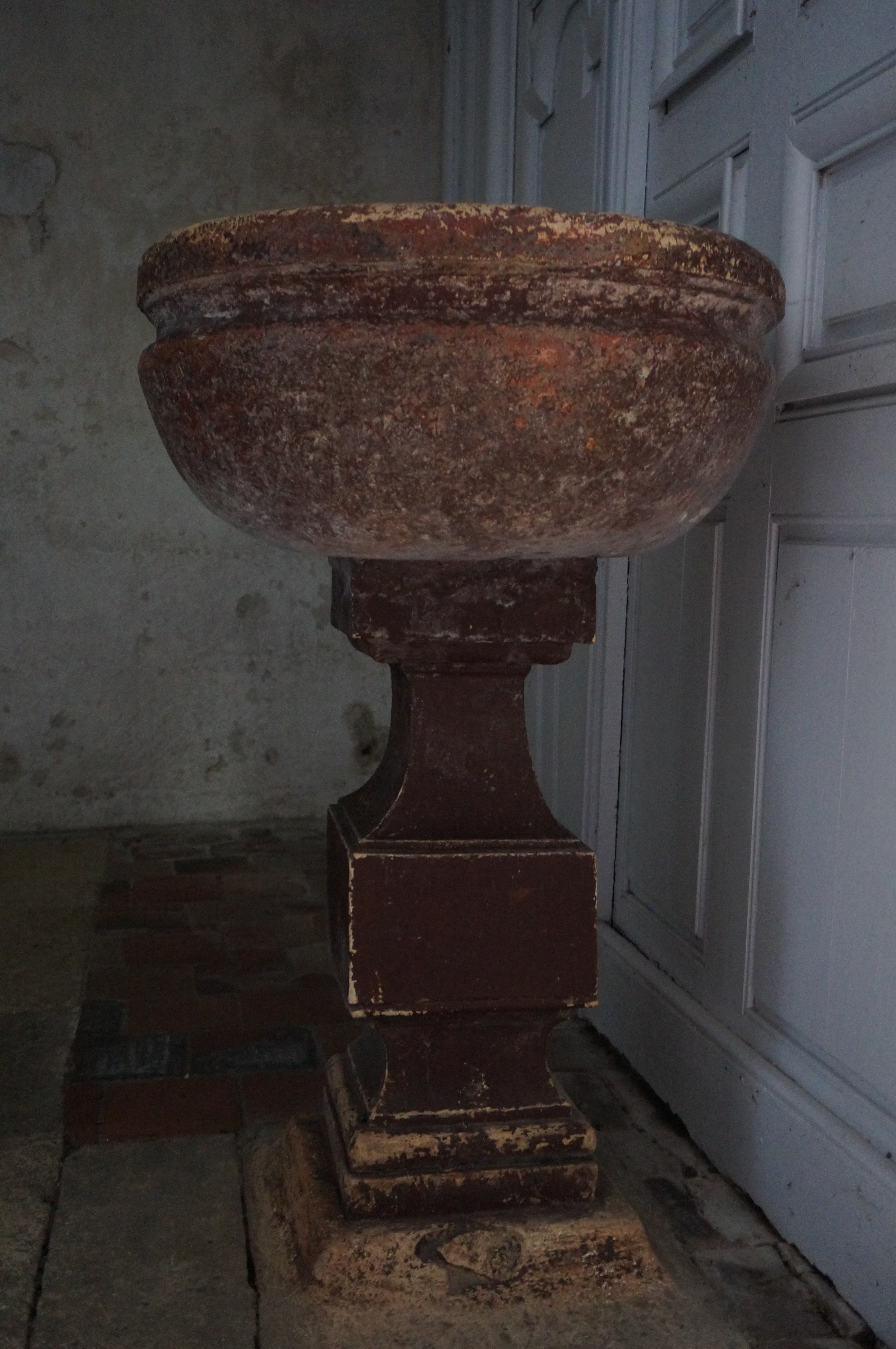
Taufbecken in Arces

Das Taufbecken in der Kirche St-Martin in Arces, einer französischen Gemeinde im Département Charente-Maritime der Region Nouvelle-Aquitaine, wurde im 18. Jahrhundert geschaffen. 
Im Jahr 2003 wurde das barocke Taufbecken als Monument historique in die Liste der geschützten Objekte (Base Palissy) in Frankreich aufgenommen.
Das runde Taufbecken aus Stein steht auf einem mehrstufigen quadratischen Sockel.